# Anthony Garcia
Anthony Garcia (* um 1945) ist ein jamaikanischer Badmintonspieler. 

## Karriere
Anthony Garcia gewann 1964 seinen ersten nationalen Titel in Jamaika. Zehn weitere Titel folgten bis 1974. 1966 und 1970 startete er bei den Commonwealth Games. 1971 siegte er bei den Jamaican International.

## Sportliche Erfolge
| Saison | Veranstaltung               | Disziplin    | Platz | Name                                   |
| ------ | --------------------------- | ------------ | ----- | -------------------------------------- |
| 1964   | Jamaikanische Meisterschaft | Herrendoppel | 1     | Anthony Garcia / Richard Roberts       |
| 1965   | Jamaikanische Meisterschaft | Herrendoppel | 1     | Anthony Garcia / Richard Roberts       |
| 1966   | Jamaikanische Meisterschaft | Herrendoppel | 1     | Anthony Garcia / Richard Roberts       |
| 1966   | Jamaikanische Meisterschaft | Herreneinzel | 1     | Anthony Garcia                         |
| 1967   | Jamaikanische Meisterschaft | Herreneinzel | 1     | Anthony Garcia                         |
| 1968   | Jamaikanische Meisterschaft | Mixed        | 1     | Anthony Garcia / Barbara Tai Tenn Quee |
| 1968   | Jamaikanische Meisterschaft | Herrendoppel | 1     | Anthony Garcia / Richard Roberts       |
| 1971   | Jamaikanische Meisterschaft | Mixed        | 1     | Anthony Garcia / Norma Haddad          |
| 1971   | Jamaikanische Meisterschaft | Herrendoppel | 1     | Anthony Garcia / Richard Roberts       |
| 1973   | Jamaikanische Meisterschaft | Herrendoppel | 1     | Richard Roberts / Anthony Garcia       |
| 1974   | Jamaikanische Meisterschaft | Herrendoppel | 1     | Richard Roberts / Anthony Garcia       |

## Referenzen
- Annual Handbook of the International Badminton Federation, London, 29. Auflage 1971, S. 217–219

| Personendaten    | Personendaten                   |
| ---------------- | ------------------------------- |
| NAME             | Garcia, Anthony                 |
| KURZBESCHREIBUNG | jamaikanischer Badmintonspieler |
| GEBURTSDATUM     | um 1945                         |